# 瑞典太陽望遠鏡
瑞典太陽望遠鏡（Swedish 1-m Solar Telescope, STT）是口徑1 米的望遠鏡，座落在加那利群島的拉帕爾瑪島穆查丘斯罗克天文台（Roque de los Muchachos Observatory），由瑞典皇家科學院的太陽物理學會來管理。它的主要元件是一片透鏡，並且是全球第二大的折射鏡。
SST是一架真空望遠鏡，意思是它的鏡筒是真空的以避免來自內部空氣的擾動破壞了影像。這是太陽望遠鏡所特有的問題，因為收集的光線所匯聚的熱會對經過的氣體造成影響而破壞了影像。從2005年起，它啟用了調適光學系統，使它的影像是所有的太陽望遠鏡中最好的。
SST接替了SVST－瑞典真空太陽望遠鏡－的工作，那是一架口徑47.5公分的望遠鏡，在2000年8月28日除役。

## 外部連結
- 來自太陽物理學會的SST資訊 (英文)